# Forget Me Not (BONNIE PINKの曲)
『Forget Me Not』（フォーゲット・ミー・ノット）は、BONNIE PINKの6枚目のシングル。1998年3月4日発売。発売元はポニーキャニオン。CDコードはPCDA-01038。

## 解説
前作から9ヶ月ぶりのシングル。アルバム『evil and flowers』先行シングルとして発売された。BONNIE PINKのシングルとして初の全編英語詞。訳詞は別紙に記載。「Forget Me Not」は花の「ワスレナグサ」の意味。『evil and flowers』収録ヴァージョンは曲のオープニングにアレンジが加えられた。ジャケットは三面見開き特殊ジャケット仕様。

## 収録曲
作詞・作曲：Bonnie Pink
1. Forget Me Not（4:03）
編曲：Tore Johansson
2. The Last Thing I Can Do（3:22）
編曲：Bonnie Pink with Shimmy
3. Forget Me Not [inst]

## 収録アルバム
- 『evil and flowers』（1.）
- 『Bonnie's Kitchen ＃2』（1.,2.）
- 『Every Single Day -Complete BONNIE PINK（1995-2006）-』（1.,2.）
- 『Dear Diary』初回限定特典CD「BONNIE PINK B-side collection(1996～2009)」に収録（2.）
- 『プラチナムベスト BONNIE PINK〜BONNIE’S KITCHEN』（1.,2.）
- オリジナル･アルバム未収録（2.）